# Joseph Reinhardt

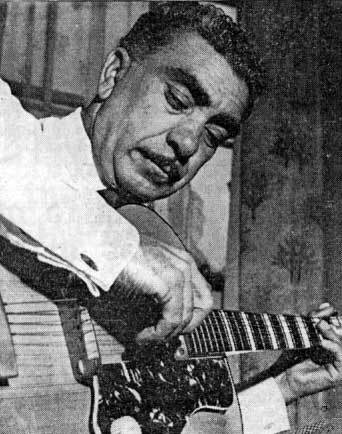
Joseph Reinhardt

Joseph Reinhardt (* 1. März 1912 in Paris, Frankreich; † 7. Februar 1982), genannt Nin-Nin,  war ein französischer Musiker und der jüngere Bruder des Jazzgitarristen Django Reinhardt.

## Leben
Joseph Reinhardt spielte Gitarre und komponierte Stücke im Genre Sinti-Swing oder Jazz Manouche. Zunächst spielte er im Quintette du Hot Club de France die Rhythmusgitarre.
Seit den 1940er Jahren versuchte er, sich in Spielweise und Repertoire von Django abzusetzen. 1942 gründete er sein Orchestre Swing Jo Reinhardt; er nahm mit Gus Viseur („Swing 42“), Hubert Rostaing („L'oeil Noir“) und Alix Combelle („If I Had You“) auf. Dennoch sind viele stilistische Übereinstimmungen vorhanden. Ein musikalischer Begleiter Reinhardts war der Gitarrist Vivian Villerstein.
Auf verschiedenen Fotografien und auch in Filmen ist Reinhardt mit einer Gitarre zu sehen, von der angenommen wird, er habe sie selbst gebaut, ein elektrisches „Flattop“-Modell mit den äußerlichen Merkmalen einer Konzertgitarre. Bereits 1947 in Stéphane Grappellis Hot Four spielte er elektrische Gitarre. Im Quintette du Hot Club de France benutzten alle Gitarristen einschließlich Django Reinhardt dagegen die akustischen Selmer Gitarren.
Ein bekanntes Stück von ihm trägt den Titel Bric-à-Brac.

## Alben
- Pêche à la Mouche: The Great Blue Star Sessions 1947/1953
- Joseph Reinhardt joue... Django (Les Discophiles Français, 1958), mit Pierre Ramonet, Jean „Cérani“ Mailhes, Paul Mayer, Pierre Sim
- Live in Paris, 1966